# Nexus Player
Nexus Player — потоковый медиа-проигрыватель, созданный Google и ASUS. Первое устройство, использующее Android TV, анонсировано 15 октября 2014 года. Использует 4-ядерный Intel Atom процессор на 1.8 ГГц, графический ускоритель Imagination PowerVR серии 6, сеть WiFi 802.11ac 2x2 (MIMO), имеет HDMI выход и Micro USB 2.0 типа A, поддерживает функции Chrome cast. При подключении отдельно приобретаемого геймпада устройство превращается в полноценную игровую консоль. Продажи были начаты 3 ноября 2014 года и прекращены 24 мая 2016 года. 